# ثلاثة الدوائر
ثلاثة الدوائر هي بلدية تابعة لدائرة سغوان ولاية المدية الجزائرية.تعد بلدية ثلاثة الدوائر من اعرق بلديات الوطن تاسست عام 1899 م على يد الاستعمار الفرنسي وكانت تسمى انداك arturويقصد بها الاراضي المنخفضة وكانت هده المنطقة مخزن من مخازن الأمير عبد القادر ومنطقة عبور إلى الشرق الجزائري وسكانها قدموا الكثير للامير عبد القادر إلى ان غير مكانه ودهب إلى مليانة وأصبحت هده المنطقة في اعين الاستعمار وتكن لسكانها كل الحقد وتمارس عليهم كل اساليب التشريد والتجويع وسلب الخيرات وكانت هده المنطقة عبارة عن مداشر وتجمعات وأرياف من بينها أولاد رحاب  واولاد قناع والعلالمة ومزاتة وعرش الرطل والخماخمية وحرملة وأولاد يمينة....كانت مكونة من 18 فرقة شارك سكانها في التصدي للاستعمار الغاشم وشاركت في احدات الثامن ماي 1945 وسقطت مئات الشهداء وبعد الاسقلال غير لها اسمها إلى ثلاثة الدوائر نسبة إلى التسمية التي اطلقها الأمير عبد القادر عليها سنة 1842 وكانت تسمى الدواير وثلاثة نسبة إلى يوم الثلاثاء ة هو السوق الاسبوعي  الذي كانت تعرف به انذاك وكان سكان المناطق المجاورة يتلاقون يوم الثلاثاء بالدواير فسمية ثلاثة الدواير وبعد الاستقلال انتزعت كلمة arturوأصبحت الدواير لان الأمير عبد القادر عندما يمر على منطقة ويجدها  محصنة يطلق عليها اسم اما الزمالة أو الدواير وهذه المعلومة  موجودة في كتب التاريخ الخاص بحياة الأمير عبد القادر تاريخ الجزائر.كما عرفت هذه المنطقة في 28 مارس 1879 حادثة عسكرية- مناخية (أو بالاحرى طقسية)تمثلت في انخفاض حراري كبير إلى حد التجمد شلّ حركة وحدة عسكرية فرنسية من 350 جندي كانت تقوم بمناورة في المنطقة وتوفي فيها 19 عسكري واصيب عدد كبير منهم بتجمد الاطراف وقضمة الصقيع ولم ينجو الا بفضل تدخل طبيب عسكري.
تأسست بلدية ثلاثة الدوائر في 1963 بموجب المرسوم رقم 63-189 المتضمن إعادة التنظيم الإقليمي للبلديات بعد الاستقلال.
بعد التنظيم الإداري لسنة 1984 أصبحت بلدية ثلاثة الدواير تتكون من الفرقات التالية:
- ثلاثة الدواير مركز
- اولاد قناع
- عين عيسى
- مزاتة (الشمالية)
- العثامنية
- أهل الوادي
- مهاذبة
- حرملة
- أهل الرقاب
- الذراع الابيض
- اولاد صديق
- الرزايقية
- العلالمة.